# 狐兰支
狐兰支（?—?），新朝时车师后部王。
开始是车师辅国侯。始建国二年（公元10年），他的弟弟车师后部王须置离被西域都护但钦杀死。狐兰支率众两千投降匈奴。匈奴乌珠留单于也不满王莽更换单于玉玺，和新朝决裂，接纳车师归降。派兵援助狐兰支夺回车师后部国，杀死后城长，伤西域都护司马。戊己校尉史陈良、终带恐惧，杀害戊己校尉刁护，胁迫官吏士兵男女两千多人逃亡匈奴。